# Музаффариды (Гуджарат)
Династия Музаффаридов, также была известна как Ахмадабадская династия — исламская династия султанов Гуджарата в Западной Индии с 1391 по 1583 год. Основателем династии был Зафар-хан (позднее Музаффар-шах I), который был губернатором Гуджарата во время Делийского султаната. Отец Зафар-Хана, раджпут Садхаран из клана Танк, принял ислам, получил имя Ваджих-уль-Мульк и выдал свою сестру замуж за делийского султана Фируз-шаха Туглака. Когда султанат был ослаблен разграблением Дели среднеазиатским завоевателем Тимуром в 1398 году, Зафар-хан воспользовался возможностью утвердиться в качестве султана независимого Гуджарата. Его внук, Ахмед-шах I, установил столицу в Ахмадабаде. Династия Музаффаридов правила почти 200 лет, вплоть до завоевания Гуджарата Империей Великих Моголов в 1572 году. Султанат достиг своего пика экспансии при султане Махмуде Бегаде, простираясь на восток до Малвы и на запад до залива Кач.

## Султаны Гуджаратского султаната
| Тронное имя                                                                           | Личное имя                                                            | Годы правления                  |
| ------------------------------------------------------------------------------------- | --------------------------------------------------------------------- | ------------------------------- |
| Шамс-уд-Дин Музаффар-шах I شمس الدین مظفر شاہ اول‎                                     | Зафар-Хан                                                             | 1391 — 1403 (1-е правление)     |
| Насир-уд-Дин Мухаммад-шах I نصیر الدین محمد شاہ اول‎                                   | Татар-Хан                                                             | 1403 — 1404                     |
| Шамс-уд-Дин Музаффар-шах I شمس الدین مظفر شاہ اول‎                                     | Зафар-Хан                                                             | 1404 — 1411 (2-е правление)     |
| Насир-уд-Дин Ахмад-шах I ناصر الدین احمد شاہ اول‎                                      | Ахмад-Хан                                                             | 1411 — 1443                     |
| Муизз-уд-Дин Мухаммад-шах II المعز الدین محمد شاہ دوم‎                                 | Карим-Хан                                                             | 1443—1451                       |
| Кутб-уд-Дин Ахмад-шах II قطب الدین احمد شاہ دوم‎                                       | Джалал-Хан                                                            | 1451—1458                       |
| Дауд-шах داود شاہ ‎                                                                    | Дауд-Хан                                                              | 1458                            |
| Насир-уд-Дин Махмед-шах I (Махмед Бегада) ناصر الدین محمود شاہ اول محمود بگڑا‎         | Фатех-Хан                                                             | 1458—1511                       |
| Шамс-уд-Дин Музаффар-шах II شمس الدین مظفر شاہ دوم‎                                    | Халиль-Хан                                                            | 1511—1526                       |
| Сикандар-шах سکندر شاہ ‎                                                               | Сикандар-Хан                                                          | 1526                            |
| Насир-уд-Дин Махмуд-шах II ناصر الدین محمود شاہ دوم‎                                   | Насир-Хан                                                             | 1526                            |
| Кутб-уд-Дин Бахадур-шах قطب الدین بہادرشاہ ‎                                           | Бахадур-хан                                                           | 1526—1535 (1-е правление)       |
| Гуджаратский султанат включен Хумаюном в состав Империи Великих Моголов: 1535—1536    |                                                                       |                                 |
| Кутб-уд-Дин Бахадур-шах قطب الدین بہادرشاہ ‎                                           | Бахадур-Хан                                                           | 1536 — 1537 (2-е правление)     |
| Миран Мухаммад-шах I میران محمد شاہ تریہم‎                                             | Миран Мухаммад Фаруки из Хандешского султаната                        | 6 недель в 1537 году            |
| Насир-уд-Дин Махмуд-шах III ناصر الدین محمود شاہ تریہم‎                                | Махмуд-Хан                                                            | 1537—1554                       |
| Гийяс-уд-Дин Ахмад-шах III غیاث الدین احمد شاہ تریہم‎                                  | Ахмад-Хан                                                             | 1554—1561                       |
| Шамс-уд-Дин Музаффар-шах III شمس الدین مظفر شاہ تریہم‎                                 | Хуббу или Нанну или Натху(самозванец по мнению могольских историков)  | 1561 — 1573                     |
| Гуджаратский султанат был включен Акбаром в состав Империи Великих Моголов: 1573—1583 |                                                                       |                                 |
| Шамс-уд-Дин Музаффар-шах III شمس الدین مظفر شاہ تریہم‎                                 | Хуббу или Нанну или Натху (самозванец по мнению могольских историков) | 1583 (восстановлен на престоле) |
| Гуджаратский султанат был окончательно включен в состав Империи Великих Моголов       |                                                                       |                                 |